# Hasselt
Hasselt er hovedstad i provinsen Limburg i det nordøstlige Belgien med et indbyggertal på godt 77.000 . Byen har et areal på 102,90 km².
Gennem Hasselt løber åen Demer, som munder ud i Dijle, en biflod til Schelde.
Hasselt huser bl.a. et modemuseum .

## Berømte bysbørn
Den belgiske sanger Dana Winner er født i Hasselt.

## Events
Byen huser flere cykel-relaterede begivenheder, bl.a. 6-dages- og cyclocross-løb.
Byen var vært for Junior Eurovision Song Contest 2005.